# Am Schiffbleek 3 (Quedlinburg)

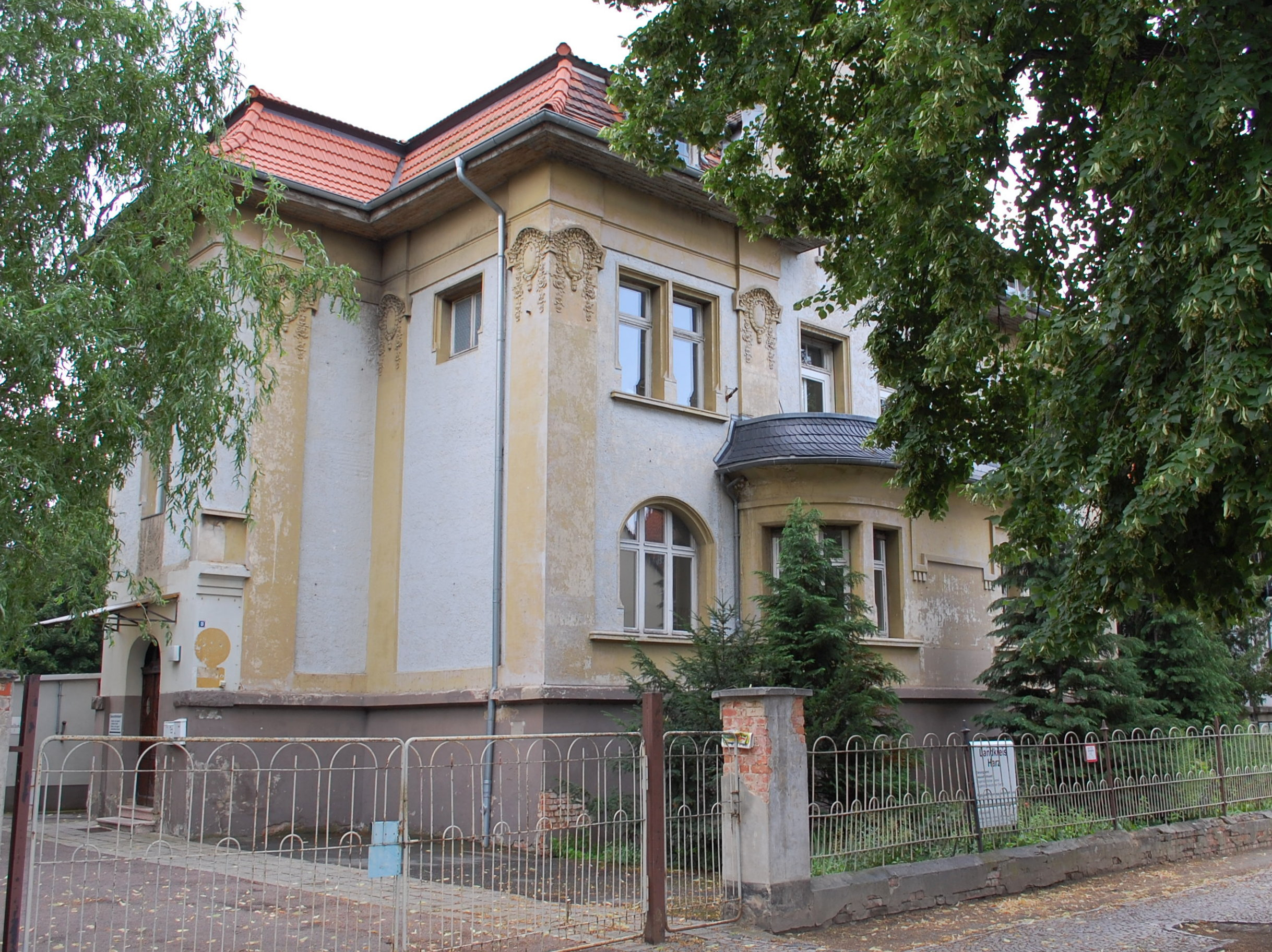
Villa Am Schiffbleek 3

Das Haus Am Schiffbleek 3 ist ein denkmalgeschütztes Gebäude in der Stadt Quedlinburg in Sachsen-Anhalt.

## Lage
Die Villa befindet sich südlich der historischen Quedlinburger Altstadt. Sie ist im Quedlinburger Denkmalverzeichnis eingetragen.

## Architektur und Geschichte
In den Jahren 1905/06 entstand die Villa als Privatklinik. Als Architekten war das Halberstädter Architekturbüro A. Weichel und F. Reichel tätig. Die Fassade des Hauses mitsamt dem Giebel verbindet Elemente des Neobarock und des Jugendstils. Bedeckt ist die Villa von einem Mansarddach.